# Secologanina
La secologanina es un monoterpeno sintetizado a partir de pirofosfato de geranilo en la vía del mevalonato. Posteriormente la secologanina procede a unirse con dopamina para formar alcaloides de ipecacuana o con triptamina para formar alcaloides terpénicos de indol.

## Biosíntesis

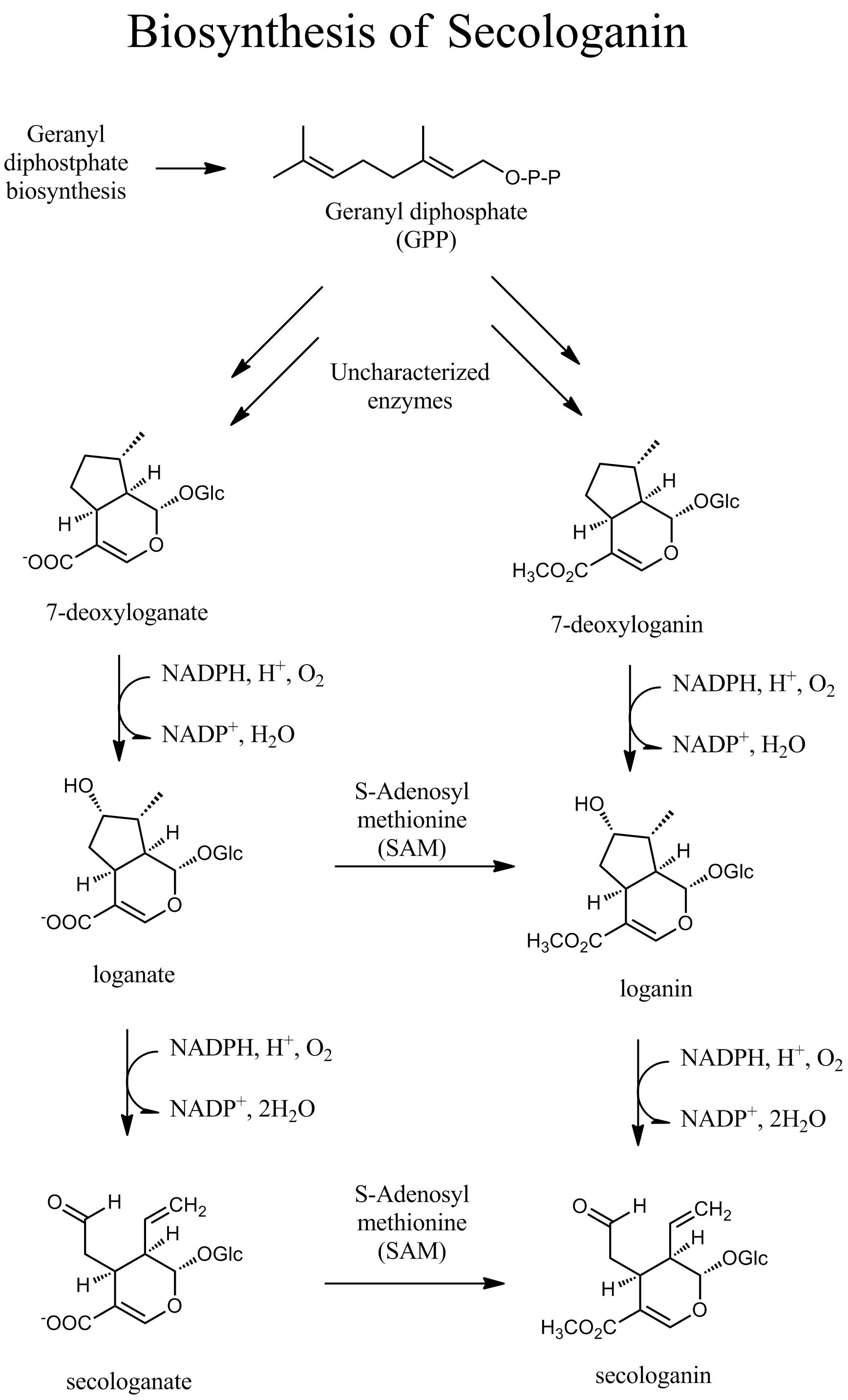
Secologanin biosynthesis

La biosíntesis de la secologanina comienza con el pirofosfato de geranilo (GPP) tomado de la vía del mevalonato, vía utilizada para elaborar precursores de terpenoides. La formación de secologanina comienza cuando el GPP se cicla para formar ya sea 7 desoxiloganato o 7-desoxiloganina por medio de algunas enzimas actualmente no caracterizados. El 7-desoxiloganato y la 7-desoxiloganina pueden reaccionar enzimáticamente con NADPH para formar loganato y loganina respectivamente. El loganato puede convertirse en loganina por medio de una enzima que hace uso de S-adenosil metionina (SAM) como fuente de grupos metilo. Finalmente loganato y loganina pueden experimentar reacciones enzimáticas para formar secologanato y secologanina. Existe otra enzima que haciendo uso de S-metil adenosina puede convertir al secologanato en secologanina. La secologanina resultante puede ingresar a las vías de síntesis de los alcaloides de ipecacuana.